# George Owu
George Owu, né le 7 juillet 1982 à Obuasi, est un footballeur ghanéen. Il joue au poste de gardien de but avec l'équipe du Ghana et le club d'Al Masry.

## Carrière

### En club
- 2000-2001 : Sekondi Hasaacas -  Ghana
- 2002-2004 : Asante Kotoko Kumasi -  Ghana
- 2005-2007 : Ashanti Gold SC -  Ghana
- 2007- : Al Masry -  Égypte

### En équipe nationale
Il a remporté une médaille d'argent lors du championnat du monde des moins de 20 ans en 2001 et a participé aux jeux olympiques d'été de 2004.
Il a disputé deux matchs de qualification à la coupe du monde 2006.
Owu participe à la coupe du monde 2006 avec l'équipe du Ghana. Il est deuxième choix de l'équipe du Ghana au poste de gardien de but.